# Comtat de Colico
El comtat de Colico fou una senyoria feudal italiana de les terres de Bormio, centrada al castell de Colico. Els primers comtes van governar fins al segle xvi.
La branca dels Alberti de Bormio comtes de Colico arrenca amb Niccolò I (vivia vers 1465 a 1496), fet ciutadà milanès pel duc el 1489, cavaller aurat i cortesà. Va hostatjar al duc i duquessa de Milà el 1496 a la seva torre de Dossiglio a Bormio, i més tard també a l'emperador Maximilià I. Estava casat amb Violant, filla de Giovanni Balbiani comte de Chiavenna.
El seu fill fou Gianfrancesco I, fidel del rei de França a Milà (1499) i capità de les milícies de Bormio, que fou capità general del comtat de Bormio el 1515. Va morir el 1540 i va deixar diversos fills entre ells Niccolò II, cavaller aurat i capità de les milícies de Bormio el 1549 que estava casat amb Maddalena, filla d'Antonio Maria Quadrio, comte de Colico i senyor d'Isola, el qual va demanar la successió del seu sogre al rei Felip II d'Espanya que no tenia hereus mascles. Li fou concedida i va morir a Madrid el 1571.
El seu fill Gianfrancesco II fou comte de Colico i senyor d'Isola fins a la seva mort el 1601, en què el va succeir el seu fill Niccolò III (1578-1639), comte de Colico i senyor d'Isola del 1601 al 1639. El va succeir el seu fill Giovanni Cesare, nascut a Como el 1634, que va morir vers 1640. El 16 de maig de 1640 Isola (Isola Comacina) fou venuda per la viuda Camilla Sormani (que passava per dificultats econòmiques) a Carlo Callio di Como (i la senyoria fou elevada a marquesat pel rei d'Espanya) i l'herència va recaure en el germà Gianfrancesco III, nascut a Como el 1636, que fou comte de Colico però no fou reconegut pel rei d'Espanya fins al 1660.
A la seva mort en data desconeguda el va succeir el seu fill Ludòvic Antoni (nascut 1661-mort 1717) i a aquest el seu fill Bonaventura Antonio Bernardino (nascut el 1691, mort en data desconeguda), comte de Colico, al que va succeir el seu fill. Giuseppe Gaetano (nascut el 1713, mort el 1774), al que el 1774 va substituir el seu fill Vicenzo (nascut el 1745 i mort el 1821). Els títols foren abolits pels francesos el 1797.

## Alberti
- Niccolò I Alberti vers 1465-1495
- Gianfrancesco I Alberti vers 1495-1540

## Llista de comtes de Colico de la dinastia Alberti
- Niccolò II Alberti vers 1540-1571 comte de Colico vers 1570.
- Gianfrancesco II Alberti 1571-1601
- Niccolò III Alberti 1601-1639
- Giovanni Cesare Alberti 1639-vers 1640
- Gianfrancesco III Alberti vers 1640-1680
- Ludòvic Antoni Alberti 1680-1717
- Bonaventura Antonio Bernardino Alberti 1717-?
- Giuseppe Gaetano Alberti ?-1774
- Vicenzo Alberti 1774-1797 (mort el 1821)